# Great Forest Park Balloon Race

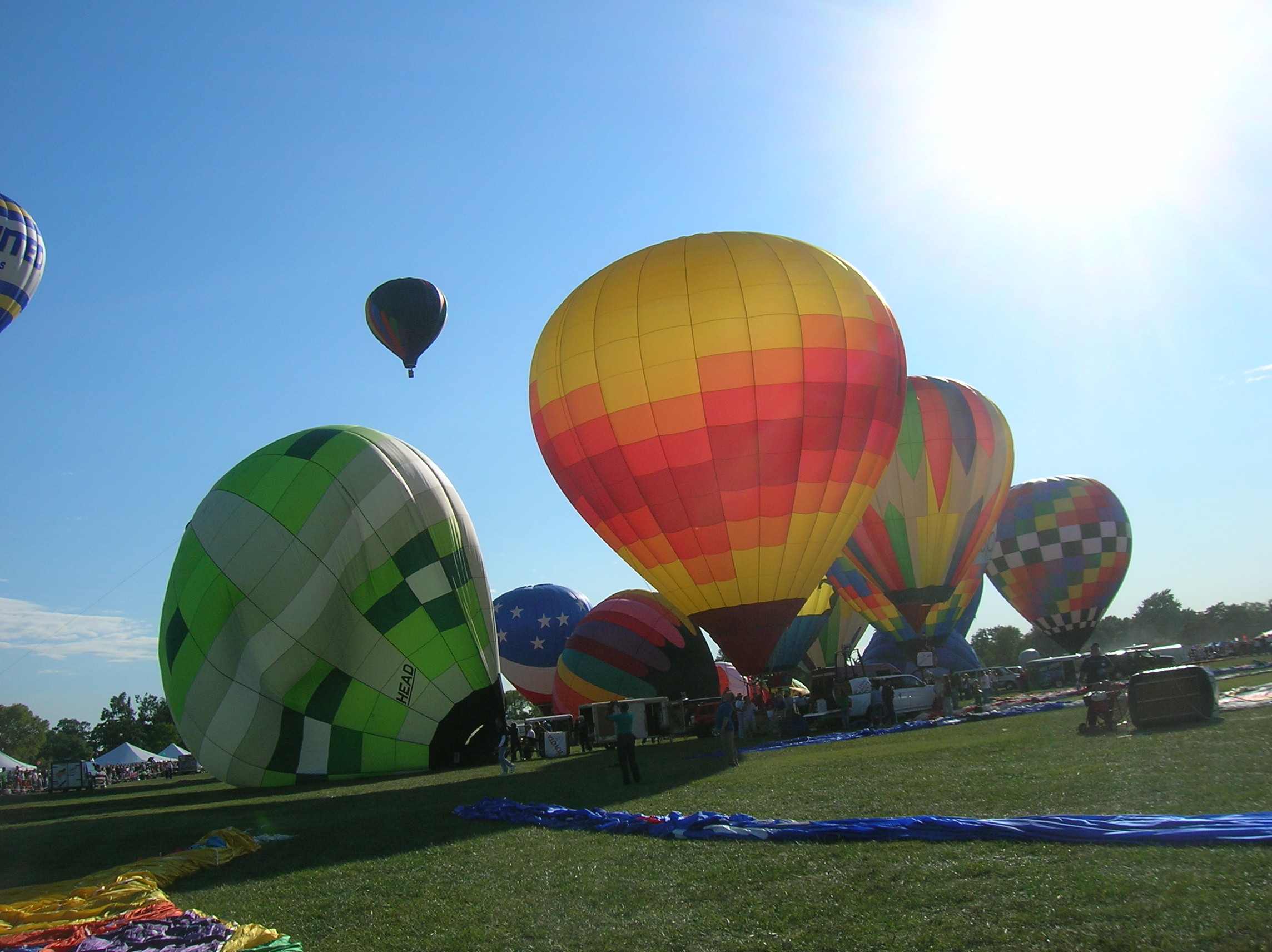
Great Forest Park Balloon Race (2007).

La Great Forest Park Balloon Race est un rassemblement annuel de montgolfières qui se tient chaque année en septembre à Forest Park à Saint-Louis, dans le Missouri.
Fondée en 1973 et accueillant plus de 70 participants et 130 000 spectateurs, c'est la course gratuite de montgolfières d'une seule journée la plus fréquentée et plus ancienne au monde.